# Tatshenshini
Il Tatshenshini è un fiume del Canada, nasce in Columbia Britannica all'interno del Parco provinciale Tatshenshini-Alsek e poi scorre verso nord, entrando nello Yukon, e dopo un percorso complessivo di circa 120 chilometri confluisce nel fiume Alsek.